# Jothanapura, Krishnarajpet
Jothanapura là một làng thuộc tehsil Krishnarajpet, huyện Mandya, bang Karnataka, Ấn Độ.